# アレックス・パロウ
アレックス・パロウ・モンタルボ （Álex Palou Montalbo, 1997年4月1日 - ）は、スペインのレーシングドライバー。2021年・2023年・2024年・2025年のインディカー・シリーズチャンピオン。

## 経歴
パロウはバルセロナ県のサント・アントニ・デ・ビラマホールで生まれ、2003年にレーシングカートを始めた。カート時代の主な実績として、2012年のWSKユーロ・シリーズで選手権タイトルを獲得している。

### ユーロフォーミュラ・オープン
2014年、パロウはジュニア・フォーミュラにステップアップを果たし、ユーロフォーミュラ・オープン選手権にエイドリアン・カンポスが主宰するカンポス・レーシングから参戦した。パロウはニュルブルクリンクでのシーズン開幕戦と、カタロニア・サーキットでのシーズン最終戦に勝利するなど計3勝を挙げ、2014年の選手権を2位と1ポイント差の3位で終えた。

### GP3シリーズ

#### 2015
2015年、パロウはカンポス・レーシングと共にGP3シリーズにステップアップした。シーズン前半はポイントを獲得できなかったが、成績は次第に向上し、ヤス・マリーナ・サーキットで行われたシーズン最終戦のスプリントレースで初優勝を果たした。選手権順位は10位だった。

#### 2016
2016年、パロウは前年に引き続きカンポス・レーシングからGP3シリーズにフル参戦した。スプリントレースで2位1回を記録するにとどまり、選手権では15位に終わった。

### F3

#### 全日本フォーミュラ3
2017年、パロウは日本に渡り、ダラーラがシャシーを供給する全日本フォーミュラ3選手権に道上龍率いる「スリーボンド with ドラゴ・コルセ」からフル参戦。パロウは2017年の選手権で3勝し5PPを獲得。高星明誠、坪井翔に次ぐランキング3位となった。

#### FIAヨーロピアンF3
スーパーフォーミュラのルーキテストに参加し好タイムを記録するがレギュラーシート獲得には至らず、ヨーロッパに戻りハイテック・グランプリから2018 FIAヨーロピアンF3にフル参戦、ランキング7位となった。なお、シリーズチャンピオンを獲得したのはミック・シューマッハであった。

### FIA F2
2017年の全日本F3シーズンが終了したのち、古巣のカンポス・レーシングからの誘いを受け、まだシーズン終盤戦が残っていたFIA F2のヘレス、ヤス・マリーナの2ラウンド（4レース）にカンポスの12号車のシートを得て出場、F2を経験している。ヘレスラウンドではレース1・レース2ともに8位でポイントを獲得した。最終戦ヤス・マリーナでは、同年のヨーロピアンF3チャンピオンを獲得したランド・ノリスが急遽カンポスの11号車に抜擢され出場することになり、パロウはノリスとチームメイトとして最終戦を戦っている。

### スーパーフォーミュラ
2018年12月、鈴鹿で行われたスーパーフォーミュラのテスト走行に参加。パロウは前年に続き2度目の参加となった。この場にはルーカス・アウアー、ハリソン・ニューウェイも参加。パロウはここで前年に続き好タイムを記録し、2019シーズンのTCS NAKAJIMA RACING・64号車のレギュラーシートを獲得する。
SFデビュー戦である2019年開幕戦、予選で2番手タイムを出してフロントローを奪い（PPはチームメイトの牧野任祐が獲得し、チーム2台でフロントローを独占した）インパクトを残すと、第4戦富士では初PPを獲得。監督である中嶋悟も「パロウはどんどんレース毎に良くなっている」と高く評価した。決勝レースはウェット路面かつ霧もあるなかチームの作戦も機能し完勝。決勝ではスーパーフォーミュラ初優勝を挙げ、NAKAJIMA RACINGに9年ぶり（2010年開幕戦以来）の優勝をもたらした。NAKAJIMA RACINGのパロウ担当エンジニアは「マシンへの適応能力が高く、コンディション、マシン状態によってドライビングをすぐ変えられる器用なドライバーですね」と評している。この富士での1勝のほか、シーズン最多となる3PP獲得の活躍を見せ、ランキング3位となった。
パロウは日本のスーパーフォーミュラについて、2017年オフに初めて乗ったテストドライブの時から「素晴らしいシャシーだよ。コーナリングスピードが特に速い。F3でも鈴鹿を走ってるけどSFはコーナリングスピードが別次元だ」とそのマシン性能の好印象を述べており、インディカー・シリーズで結果を残した2020年オフの取材時も「スーパーフォーミュラはとても優れたチャンピオンシップだ。複数のドライバーによって証明されている」「最近ではフェリックス・ローゼンクヴィストや僕のようなドライバーを輩出している。インディカーのように給油があるのはこのスーパーフォーミュラだけだし、SFマシンはとても速く素晴らしいものだった。才能あるドライバーにとって、厳しい試練の場としてふさわしい」とシリーズのクオリティに対して賛辞を述べている。

### SUPER GT
2019年はスーパーフォーミュラと並行してSUPER GTのGT300クラスにもフル参戦した。チーム郷が「マクラーレン・カスタマーレーシング・ジャパン」のチーム名でエントリーし、720号車「マクラーレン・720S」のドライバーとして起用され、荒聖治とのコンビとなった。シーズン序盤は720Sの熟成度が低く苦戦したが、第6戦オートポリスでクラス2位を獲得。第8戦（最終戦）もてぎではコースレコードを更新するタイムアタックでPPを獲得した。マクラーレンのマシンによるSUPER GTでのPP獲得は、1996年のラルフ・シューマッハ以来となる23年ぶりの快挙となった。

### インディカー・シリーズ
SUPER GTでチームの一員として共に戦った「チーム郷」が、アメリカのデイル・コイン・レーシングとパートナーシップを結び「デイル・コイン・レーシング ウィズ チーム・ゴウ」としてアメリカン・オープンホイールレース最高峰であるインディカー・シリーズに参戦。その55号車のドライバーとしてパロウの起用が発表され、レギュラーシートを獲得。ダラーラIR18・ホンダをドライブすることとなった。スポッターはロジャー安川が担当。第3戦ロード・アメリカでは3位表彰台を獲得し、以後も度々上位争いに加わり、第9戦ミッド・オハイオではファステストラップを記録。上位チームから注目される存在となった。
2021年より、トップチームの一角であるチップ・ガナッシ・レーシングに移籍。6回のシリーズチャンピオンを獲得している現役王者スコット・ディクソンと、元F1ドライバーでパロウと同じ全日本F3経験者であるマーカス・エリクソンのチームメイトとなった。開幕戦でインディカー初優勝を飾って以後、着実に上位でポイントを重ねて行きパトリシオ・オワードとチャンピオン争いを展開。最終戦ロングビーチにおいて2021年のドライバーズタイトルを獲得した。タイトル獲得によってカーナンバー「1」を使用する権利を得たが、パロウは2022シーズンも引き続き「10」で参戦することを選んだ。
2022年もコンスタントに上位に顔を出すが、最高位は2位で優勝がなく第16戦までを終えていた。最終戦ラグナ・セカでは予選11番手から巧みなレース運びを見せ、67ラップに渡って最多リードラップを刻み、2位に30秒以上の圧勝でシーズン初優勝、シーズンランキングを4位に浮上させてシーズンを終えた。なお、同年7月にはチップ・ガナッシが2023年のシートについてパロウと契約更新したと発表したが、パロウが直後に自身のSNSでそれを否定し、来季はアロー・マクラーレンSPへ移籍すると発表。ガナッシ側はこのマクラーレンとパロウが発表した新契約が、ガナッシ側が持つ優先契約事項を無視しており無効であると訴訟を起こした状態でこのシーズンを戦っていた。最終戦終了後の9月14日、ガナッシから改めてパロウが2023年も残留し10号車のマシンに乗ると公式リリースを出し、パロウも「チップ・ガナッシとの合意を発表できてうれしい。来シーズンも10号車に戻ってくるよ」とコメントを発表、3カ月に及んだ移籍騒動は終結した。
2023年、チップ・ガナッシでの3シーズン目を迎える。開幕戦から第4戦まで連続シングルフィニッシュでポイントを積み重ね、第5戦GMRグランプリでシーズン初優勝を挙げると、続く第107回インディ500では平均時速234.217マイル（376.936km/h）を記録しポールポジションを獲得。第7戦デトロイトでもポール・トゥ・ウィンで制するなど好調を持続し、9月3日の第16戦ポートランドでシーズン5勝目を挙げて自身2度目のドライバーズタイトルを獲得した。これによって再びカーナンバー「1」の使用権利を得たが、2022年と同じく「10」で参戦することを選んだ。
2024年、チップ・ガナッシでの4シーズン目を迎える。DHLが新たに複数年契約を結んで10号車のメインスポンサーとなり、イエローと赤の配色となった。これはパロウのヘルメットカラーのベースであるスペインの国旗と同じ配色であり、「DHLの象徴的な黄色と赤の色は、私の母国であるスペインの色でもあります。このサポートのもとタイトルを目指すことは特にエキサイティングです。」とその喜びをコメントした。

### フォーミュラ1
2022年のマクラーレンへの移籍騒動には、マクラーレンF1テスト契約に関する条項も含まれており、チップ・ガナッシもF1テストについては了承し「パロウはインディカー2023年シーズンでチップ・ガナッシの10号車に残ります。この契約ではインディカーへのコミットメントに影響しない範囲で別のレースシリーズでマシンテストする機会が与えられます。」とパロウのF1参戦チャンスを了承する声明を出して2023の契約を結んだ。インディカーのシーズンオフに入った2022年9月下旬、バルセロナのカタルニア・サーキットでマクラーレンF1チームの「テスティング・オブ・プレビューカープログラム」の一環として同じくインディカードライバーのオワードと共に2021年仕様のマクラーレン・MCL35で約500kmのマイレージをテストドライブし、初めてF1マシンを操った。走行後に「加速もブレーキングもこれまでに運転してきたすべての車と大きく違いがあった。加速には終わりが無く永遠に加速し続けるのかと思ったし、ブレーキングのマシン挙動も完璧だった。」と感想を述べた。10月のF1第19戦アメリカグランプリでは、金曜FP1にパロウが起用されマクラーレン・MCL36で出走することが決定し、F1公式セッションへのデビューが実現した。
2023年はマクラーレンF1のリザーブドライバーを務め、インディカーと重ならない日程のF1グランプリに帯同した。しかし同年の8月にマクラーレンCEOのザク・ブラウンがこの契約はパロウの意思により1年限りで終了するだろうと発言。パロウは「結局のところ、F1の扉が開く兆しが何もなかったので、彼らとのコラボレーションが行き詰まった。2021年まで僕が話していたように、これまでF1に乗るためにレースに集中していたわけではない。でも24歳でインディカーの頂点に立てて、実際にマクラーレンの扉が少し開いて、僕がF1のことを完全に諦めていたわけじゃないということに正直になった。そのチャンスは素晴らしかったけれど、僕はいま26歳で、半年後には27だ。仮に20歳や21歳だったらF1のためにまだ数年リザーブとして待てたかもしれない。これ以上誰かの欠場を待つには年を取りすぎているんだ。しかしF1参戦をつかむにはそうするしかない。いま23歳のパト（オワード）ならまだ数年待つことが出来るだろう。」と述べ、「もちろんF1を完全にあきらめ閉ざすことはないけど、再びその扉をノックするチャンスはかなり少ないのは理解している。F1のために何が何でも、どんな犠牲も払うということはできない。僕はインディカーで最高のチームに入れて、最高のスタッフを持っているから、ここで頑張れば10年15年と良いキャリアを築けるだろう。インディカーで優勝とタイトルを取る努力を続け、勝ち続けた結果としてF1のチャンスがまた来たら100%歓迎するし、来なければそれでも良いんだ。現代のF1で30歳を過ぎてF1に新参した人がいるかどうかは知らないけれどね。」と心境を語った。なお、リザーブ契約は複数年で、2024年のインディカーにおいてはアロー・マクラーレンへの移籍も条項に含まれたため、マクラーレン側はリザーブ契約の破棄とチップ・ガナッシとの契約延長は、パロウ側の一方的な契約不履行であると主張。ザク・ブラウンは「我々はすでに最初の多額の報酬を彼に支払ったのに加え、F1テストプログラムにおいて彼のために数百万ドルを費やした。」として、2300万ドル(約33億円)の損害賠償を求めると表明。これを受けてチップ・ガナッシオーナーは「私はマクラーレンチームとその成功を昔から尊敬しているが、アレックスは元からチップ・ガナッシとの完全な契約下にあり、マクラーレンがこの契約に干渉したことから、今のプロセスが始まった。そして彼らは今、被害者を演じている。我々のドライバーに対するマクラーレンの立場の主張は不正確であり、間違っている。」と声明を出し、応戦した。
パロウの後任となるマクラーレンF1リザーブドライバーには、オワードと平川亮が2024年より就任した。

## レース成績

### 略歴
| 年   | シリーズ                            | 所属チーム                                   | レース             | 勝利               | PP                 | FL                 | 表彰台             | ポイント           | 順位               |
| ---- | ----------------------------------- | -------------------------------------------- | ------------------ | ------------------ | ------------------ | ------------------ | ------------------ | ------------------ | ------------------ |
| 2014 | ユーロフォーミュラ・オープン選手権  | カンポス・レーシング                         | 16                 | 3                  | 3                  | 4                  | 11                 | 242                | 3位                |
| 2014 | スペイン・フォーミュラ3選手権       | カンポス・レーシング                         | 6                  | 1                  | 1                  | 1                  | 5                  | 105                | 2位                |
| 2014 | マカオグランプリ                    | フォーテック・モータースポーツ               | 1                  | 0                  | 0                  | 0                  | 0                  | N/A                | 16位               |
| 2014 | BRDCフォーミュラ4選手権             | ショーン・ウォーキンショー・レーシング       | 3                  | 0                  | 0                  | 0                  | 0                  | 48                 | 23位               |
| 2015 | GP3シリーズ                         | カンポス・レーシング                         | 18                 | 1                  | 0                  | 1                  | 1                  | 51                 | 10位               |
| 2016 | GP3シリーズ                         | カンポス・レーシング                         | 18                 | 0                  | 0                  | 0                  | 1                  | 22                 | 15位               |
| 2017 | 全日本F3選手権                      | ThreeBond Racing with DRAGO CORSE            | 20                 | 3                  | 5                  | 3                  | 10                 | 102                | 3位                |
| 2017 | マカオグランプリ                    | ThreeBond Racing with DRAGO CORSE            | 1                  | 0                  | 0                  | 0                  | 0                  | N/A                | 11位               |
| 2017 | フォーミュラ・ルノー3.5             | テオ・マーティン・モータースポーツ           | 6                  | 1                  | 3                  | 1                  | 3                  | 68                 | 10位               |
| 2017 | FIA フォーミュラ2選手権             | カンポス・レーシング                         | 4                  | 0                  | 0                  | 0                  | 0                  | 5                  | 21位               |
| 2018 | FIA ヨーロッパ・フォーミュラ3選手権 | ハイテック・レーシング                       | 30                 | 0                  | 0                  | 2                  | 7                  | 204                | 7位                |
| 2018 | マカオグランプリ                    | B-MAX RACING Team                            | 1                  | 0                  | 0                  | 0                  | 0                  | N/A                | DNF                |
| 2019 | SUPER GT - GT300                    | McLaren Customer Racing Japan                | 7                  | 0                  | 1                  | 0                  | 1                  | 20                 | 15位               |
| 2019 | スーパーフォーミュラ                | TCS NAKAJIMA RACING                          | 7                  | 1                  | 3                  | 2                  | 1                  | 25                 | 3位                |
| 2020 | インディカー・シリーズ              | デイル・コイン・レーシング ウィズ チームゴウ | 14                 | 0                  | 0                  | 1                  | 1                  | 238                | 16位               |
| 2021 | インディカー・シリーズ              | チップ・ガナッシ・レーシング                 | 16                 | 3                  | 2                  | 2                  | 7                  | 549                | 1位                |
| 2022 | インディカー・シリーズ              | チップ・ガナッシ・レーシング                 | 17                 | 1                  | 0                  | 3                  | 6                  | 510                | 5位                |
| 2022 | IMSA スポーツカー選手権 - DPi       | キャデラック・レーシング                     | 1                  | 0                  | 0                  | 0                  | 0                  | 266                | 24位               |
| 2023 | インディカー・シリーズ              | チップ・ガナッシ・レーシング                 | 17                 | 5                  | 2                  | 4                  | 10                 | 656                | 1位                |
| 2023 | フォーミュラ1                       | マクラーレン・フォーミュラ1チーム            | リザーブドライバー | リザーブドライバー | リザーブドライバー | リザーブドライバー | リザーブドライバー | リザーブドライバー | リザーブドライバー |
| 2024 | インディカー・シリーズ              | チップ・ガナッシ・レーシング                 | 5                  | 2                  | 2                  | 2                  | 3                  | 525                | 1位                |
| 2024 | IMSA スポーツカー選手権 - GTP       | キャデラック・レーシング                     | 1                  | 0                  | 0                  | 0                  | 0                  | 242*               | 31位*              |
| 2024 | FIA 世界耐久選手権 - ハイパーカー   | キャデラック・レーシング                     | 1                  | 0                  | 0                  | 0                  | 0                  | 12                 | 21位               |
| 2024 | ル・マン24時間レース - ハイパーカー | キャデラック・レーシング                     | 1                  | 0                  | 0                  | 0                  | 0                  | N/A                | 7位                |

* シーズン進行中

### フォーミュラ

#### ユーロフォーミュラ・オープン・チャンピオンシップ
| 年     | エントラント         | 1     | 2         | 3       | 4       | 5       | 6     | 7       | 8       | 9       | 10    | 11      | 12      | 13        | 14       | 15      | 16      | 順位 | ポイント |
| ------ | -------------------- | ----- | --------- | ------- | ------- | ------- | ----- | ------- | ------- | ------- | ----- | ------- | ------- | --------- | -------- | ------- | ------- | ---- | -------- |
| 2014年 | カンポス・レーシング | NÜR 1 | NÜR 2 Ret | ALG 1 3 | ALG 2 3 | JER 1 4 | JER 2 | HUN 1 2 | HUN 2 1 | SIL 1 2 | SIL 2 | SPA 1 2 | SPA 2 5 | MNZ 1 Ret | MNZ 2 16 | CAT 1 2 | CAT 2 1 | 3位  | 242      |

- 太字はポールポジション、斜字はファステストラップ。(key)

#### GP3シリーズ
| 年     | エントラント         | 1          | 2          | 3          | 4           | 5           | 6          | 7          | 8          | 9          | 10          | 11         | 12         | 13         | 14        | 15          | 16         | 17         | 18        | 順位 | ポイント |
| ------ | -------------------- | ---------- | ---------- | ---------- | ----------- | ----------- | ---------- | ---------- | ---------- | ---------- | ----------- | ---------- | ---------- | ---------- | --------- | ----------- | ---------- | ---------- | --------- | ---- | -------- |
| 2015年 | カンポス・レーシング | CAT FEA 12 | CAT SPR 20 | RBR FEA 14 | RBR SPR Ret | SIL FEA Ret | SIL SPR 13 | HUN FEA 19 | HUN SPR 18 | SPA FEA 7  | SPA SPR 5   | MNZ FEA 7  | MNZ SPR 10 | SOC FEA 4  | SOC SPR 9 | BHR FEA Ret | BHR SPR 10 | YMC FEA 8  | YMC SPR 1 | 10位 | 51       |
| 2016年 | カンポス・レーシング | CAT FEA 19 | CAT SPR 14 | RBR FEA 16 | RBR SPR 11  | SIL FEA 10  | SIL SPR 2  | HUN FEA 11 | HUN SPR 14 | HOC FEA 16 | HOC SPR 19† | SPA FEA 13 | SPA SPR 11 | MNZ FEA 11 | MNZ SPR 7 | SEP FEA 14  | SEP SPR 19 | YMC FEA 10 | YMC SPR 5 | 15位 | 22       |

- † レースを完走しなかったが、90%以上のレース距離を走行したため完走扱い。
- 太字はポールポジション、斜字はファステストラップ。(key)

#### 全日本フォーミュラ3選手権
| 年     | チーム           | エンジン        | クラス | 1       | 2       | 3       | 4       | 5     | 6     | 7       | 8       | 9       | 10      | 11    | 12      | 13      | 14        | 15      | 16      | 17      | 18      | 19      | 20      | 順位 | ポイント |
| ------ | ---------------- | --------------- | ------ | ------- | ------- | ------- | ------- | ----- | ----- | ------- | ------- | ------- | ------- | ----- | ------- | ------- | --------- | ------- | ------- | ------- | ------- | ------- | ------- | ---- | -------- |
| 2017年 | ThreeBond Racing | ThreeBond TOMEI |        | OKA 1 4 | OKA 2 1 | OKA 3 2 | SUZ 1 2 | SUZ 2 | FSW 1 | FSW 2 4 | OKA 1 8 | OKA 2 1 | SUZ 1 4 | SUZ 2 | FSW 1 3 | FSW 2 4 | TRM 1 Ret | TRM 2 3 | TRM 3 7 | AUT 1 2 | AUT 2 4 | SUG 1 5 | SUG 2 5 | 3位  | 102      |

- 太字はポールポジション、斜字はファステストラップ。(key)

#### ワールドシリーズ・フォーミュラV8 3.5
| 年     | チーム                             | 1     | 2     | 3     | 4     | 5     | 6     | 7     | 8     | 9     | 10    | 11       | 12      | 13      | 14        | 15      | 16    | 17    | 18    | 順位 | ポイント |
| ------ | ---------------------------------- | ----- | ----- | ----- | ----- | ----- | ----- | ----- | ----- | ----- | ----- | -------- | ------- | ------- | --------- | ------- | ----- | ----- | ----- | ---- | -------- |
| 2017年 | テオ・マーティン・モータースポーツ | SIL 1 | SIL 2 | SPA 1 | SPA 2 | MNZ 1 | MNZ 2 | JER 1 | JER 2 | ALC 1 | ALC 2 | NÜR 1 11 | NÜR 2 1 | MEX 1 3 | MEX 2 Ret | COA 1 5 | COA 2 | BHR 1 | BHR 2 | 10位 | 68       |

- 太字はポールポジション、斜字はファステストラップ。(key)

#### FIA フォーミュラ2選手権
| 年     | エントラント         | 1       | 2       | 3       | 4       | 5       | 6       | 7       | 8       | 9       | 10      | 11      | 12      | 13      | 14      | 15      | 16      | 17      | 18      | 19        | 20        | 21         | 22         | 順位 | ポイント |
| ------ | -------------------- | ------- | ------- | ------- | ------- | ------- | ------- | ------- | ------- | ------- | ------- | ------- | ------- | ------- | ------- | ------- | ------- | ------- | ------- | --------- | --------- | ---------- | ---------- | ---- | -------- |
| 2017年 | カンポス・レーシング | BHR FEA | BHR SPR | CAT FEA | CAT SPR | MON FEA | MON SPR | BAK FEA | BAK SPR | RBR FEA | RBR SPR | SIL FEA | SIL SPR | HUN FEA | HUN SPR | SPA FEA | SPA SPR | MNZ FEA | MNZ SPR | JER FEA 8 | JER SPR 8 | YMC FEA 12 | YMC SPR 12 | 21位 | 5        |

(key)

#### FIA ヨーロッパ・フォーミュラ3選手権
| 年     | エントラント           | エンジン   | 1       | 2     | 3        | 4        | 5       | 6         | 7        | 8       | 9         | 10       | 11      | 12      | 13      | 14       | 15      | 16      | 17       | 18      | 19      | 20    | 21      | 22        | 23      | 24    | 25      | 26        | 27       | 28      | 29      | 30    | 順位 | ポイント |
| ------ | ---------------------- | ---------- | ------- | ----- | -------- | -------- | ------- | --------- | -------- | ------- | --------- | -------- | ------- | ------- | ------- | -------- | ------- | ------- | -------- | ------- | ------- | ----- | ------- | --------- | ------- | ----- | ------- | --------- | -------- | ------- | ------- | ----- | ---- | -------- |
| 2018年 | ハイテック・レーシング | メルセデス | PAU 1 7 | PAU 2 | PAU 3 19 | HUN 1 12 | HUN 2 3 | HUN 3 Ret | NOR 1 11 | NOR 2 4 | NOR 3 Ret | ZAN 1 10 | ZAN 2 4 | ZAN 3 6 | SPA 1 2 | SPA 2 11 | SPA 3 9 | SIL 1 7 | SIL 2 11 | SIL 3 7 | MIS 1 8 | MIS 2 | MIS 3 6 | NÜR 1 Ret | NÜR 2 6 | NÜR 3 | RBR 1 3 | RBR 2 Ret | RBR 3 10 | HOC 1 4 | HOC 2 8 | HOC 3 | 7位  | 204      |

- 太字はポールポジション、斜字はファステストラップ。(key)

#### スーパーフォーミュラ
| 年     | エントラント        | シャシー       | エンジン | 1       | 2     | 3      | 4     | 5     | 6     | 7      | 順位 | ポイント |
| ------ | ------------------- | -------------- | -------- | ------- | ----- | ------ | ----- | ----- | ----- | ------ | ---- | -------- |
| 2019年 | TCS NAKAJIMA RACING | ダラーラ・SF19 | ホンダ   | SUZ Ret | AUT 6 | SUG 13 | FSW 1 | TRM 4 | OKA 4 | SUZ 19 | 3位  | 26       |

- 太字はポールポジション、斜字はファステストラップ。(key)

#### フォーミュラ1
| 年     | エントラント | シャシー | エンジン                              | 1   | 2   | 3   | 4   | 5   | 6   | 7   | 8   | 9   | 10  | 11  | 12  | 13  | 14  | 15  | 16  | 17  | 18  | 19     | 20  | 21  | 22  | WDC | ポイント |
| ------ | ------------ | -------- | ------------------------------------- | --- | --- | --- | --- | --- | --- | --- | --- | --- | --- | --- | --- | --- | --- | --- | --- | --- | --- | ------ | --- | --- | --- | --- | -------- |
| 2022年 | マクラーレン | MCL36    | メルセデス M13 E Performance 1.6 V6 t | BHR | SAU | AUS | EMI | MIA | ESP | MON | AZE | CAN | GBR | AUT | FRA | HUN | BEL | NED | ITA | SIN | JPN | USA TD | MXC | SÃO | ABU | -   | -        |

### アメリカン・オープンホイール

#### インディカー・シリーズ
| 年     | エントラント                               | シャシー       | エンジン | 1      | 2      | 3     | 4     | 5      | 6      | 7       | 8      | 9      | 10     | 11      | 12     | 13     | 14     | 15    | 16     | 17      | 18     | 順位 | ポイント |
| ------ | ------------------------------------------ | -------------- | -------- | ------ | ------ | ----- | ----- | ------ | ------ | ------- | ------ | ------ | ------ | ------- | ------ | ------ | ------ | ----- | ------ | ------- | ------ | ---- | -------- |
| 2020年 | デイル・コイン・レーシング w/ チーム・ゴウ | ダラーラ・DW12 | ホンダ   | TXS 23 | IMS 19 | ROA 3 | ROA 7 | IOW 11 | IOW 14 | INDY 28 | GTW 15 | GTW 12 | MDO 12 | MDO 23  | IMS 17 | IMS 9  | STP 13 |       |        |         |        | 16位 | 238      |
| 2021年 | チップ・ガナッシ・レーシング               | ダラーラ・DW12 | ホンダ   | ALA 1  | STP 17 | TXS 4 | TXS 7 | IMS 3  | INDY 2 | DET 15  | DET 3  | ROA 1  | MDO 3  | NSH 7   | IMS 27 | GTW 20 | POR 1  | LAG 2 | LBH 4  |         |        | 1位  | 549      |
| 2022年 | チップ・ガナッシ・レーシング               | ダラーラ・DW12 | ホンダ   | STP 2  | TXS 7  | LBH 3 | ALA 2 | IMS 18 | INDY 9 | DET 6   | ROA 27 | MDO 2  | TOR 6  | IOW 6   | IOW 13 | IMS 10 | NSH 3  | GTW 9 | POR 12 | LAG 1   |        | 5位  | 510      |
| 2023年 | チップ・ガナッシ・レーシング               | ダラーラ・DW12 | ホンダ   | STP 8  | TXS 3  | LBH 5 | ALA 5 | IMS 1  | INDY 4 | DET 1   | ROA 1  | MDO 1  | TOR 2  | IOW 8   | IOW 3  | NSH 3  | IMS 7  | GTW 7 | POR 1  | LAG 3   |        | 1位  | 656      |
| 2024年 | チップ・ガナッシ・レーシング               | ダラーラ・DW12 | ホンダ   | STP 4  | THE 1  | LBH 3 | ALA 5 | IGP 1  | INDY 5 | DET 16  | ROA 4  | LAG 1  | MDO 2  | IOW1 23 | IOW2 2 | TOR 4  | GAT 4  | POR 2 | MIL1 5 | MIL2 19 | NSH 11 | 1位  | 544      |
| 2025年 | チップ・ガナッシ・レーシング               | ダラーラ・DW12 | ホンダ   | STP 1  | THE 1  | LBH 2 | ALA 1 | IGP 1  | INDY 1 | DET 25  | GAT 8  | ROA 1  | MDO 2  | IOW1 5  | IOW2 1 | TOR 12 | LAG 1  | POR 3 | MIL    | NSH     |        | 1位  | 626*     |

- 太字はポールポジション、斜字はファステストラップ。(key)
- * : 今シーズンの順位。（現時点）

### SUPER GT
| 年     | チーム                        | 車両                   | クラス | 1      | 2      | 3      | 4   | 5       | 6     | 7      | 8     | 順位 | ポイント |
| ------ | ----------------------------- | ---------------------- | ------ | ------ | ------ | ------ | --- | ------- | ----- | ------ | ----- | ---- | -------- |
| 2019年 | McLaren Customer Racing Japan | マクラーレン・720S GT3 | GT300  | OKA 19 | FSW 14 | SUZ 13 | CHA | FSW Ret | AUT 2 | SUG 12 | TRM 7 | 15位 | 20       |

- 太字はポールポジション、斜字はファステストラップ。(key)

### IMSA スポーツカー選手権
| 年     | チーム                                                             | シャシー                  | エンジン                      | クラス | 1      | 2     | 3   | 4   | 5   | 6   | 7   | 8   | 9   | 10  | 順位  | ポイント |
| ------ | ------------------------------------------------------------------ | ------------------------- | ----------------------------- | ------ | ------ | ----- | --- | --- | --- | --- | --- | --- | --- | --- | ----- | -------- |
| 2022年 | キャデラック・レーシング                                           | キャデラック・DPi-V.R     | キャデラック 5.5 L V8         | DPi    | DAY 7  | SEB   | LBH | MON | MOH | BEL | WGL | MOS | ELK | PET | 24位  | 266      |
| 2024年 | キャデラック・レーシング                                           | キャデラック・Vシリーズ.R | キャデラック LMC55R 5.5 L V8  | GTP    | DAY 10 | SEB   | LBH | MON | DET | WGL | ELK | IMS | PET |     | 34位  | 242      |
| 2025年 | アキュラ・メイヤー・シャンク・レーシング w/ カーブ・アガジャニアン | アキュラ・ARX-06          | アキュラ AR24e 2.4 L Turbo V6 | GTP    | DAY 8  | SEB 3 | LBH | MON | DET | WGL | ELK | IMS | PET |     | 19位* | 587*     |

- 太字はポールポジション、斜字はファステストラップ。(key)

### FIA 世界耐久選手権
| 年     | エントラント             | シャシー                  | エンジン                     | クラス       | 1   | 2   | 3   | 4     | 5   | 6   | 7   | 8   | 順位  | ポイント |
| ------ | ------------------------ | ------------------------- | ---------------------------- | ------------ | --- | --- | --- | ----- | --- | --- | --- | --- | ----- | -------- |
| 2024年 | キャデラック・レーシング | キャデラック・Vシリーズ.R | キャデラック LMC55R 5.5 L V8 | ハイパーカー | QAT | IMO | SPA | LMS 7 | SÃO | COA | FUJ | BHR | 16位* | 12*      |

### ル・マン24時間レース
| ル・マン24時間レース 結果 | ル・マン24時間レース 結果 | ル・マン24時間レース 結果         | ル・マン24時間レース 結果 | ル・マン24時間レース 結果 | ル・マン24時間レース 結果 | ル・マン24時間レース 結果 | ル・マン24時間レース 結果 |
| 年                        | チーム                    | コ・ドライバー                    | 使用車両                  | クラス                    | 周回数                    | 総合 順位                 | クラス 順位               |
| ------------------------- | ------------------------- | --------------------------------- | ------------------------- | ------------------------- | ------------------------- | ------------------------- | ------------------------- |
| 2024年 （英語版）         | キャデラック・レーシング  | アール・バンバー アレックス・リン | キャデラック・Vシリーズ.R | ハイパーカー              | 311                       | 7位                       | 7位                       |